# Ročica, Kotmara vas
Ročica (nemško Rotschitzen) je naselje v Občini Kotmara vas v Okraju Celovec-dežela na Koroškem v Avstriji.